# Pomnik „Nigdy wojny”
Pomnik „Nigdy wojny” – pomnik antywojenny, znajdujący się na terenie dawnego niemieckiego obozu karno-śledczego w Żabikowie. Autorem dzieła wykonanego z granitu i piaskowca jest Józef Gosławski.

## Opis
Pomnik zaprojektowany i wykonany został przez rzeźbiarza Józefa Gosławskiego, który na przełomie lat 40. i 50. XX wieku mieszkał w pobliskim Poznaniu. Odsłonięcia monumentu dokonał generał ludowego Wojska Polskiego Zygmunt Berling w dniu 4 listopada 1956.
Na pomniku przedstawiona jest postać mężczyzny otaczającego swym ramieniem kobietę i dziecko. Na cokole znajduje się napis NIGDY WOJNY. Rzeźba jest sygnowana: JÓZEF GOSŁAWSKI 1956.
Historia pomnika, okoliczności jego powstania i twórczość jego autora przedstawione zostały przez Muzeum Martyrologiczne w Żabikowie, na wystawie Nigdy wojny. Tematyka martyrologiczna w twórczości Józefa Gosławskiego zorganizowanej z okazji 67. rocznicy odsłonięcia monumentu.

## Galeria

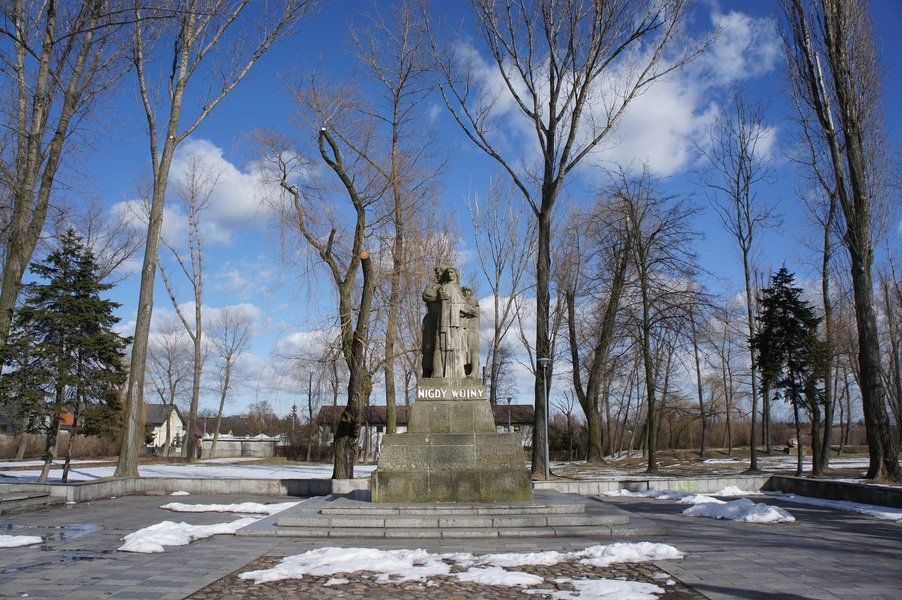
Widok z oddali
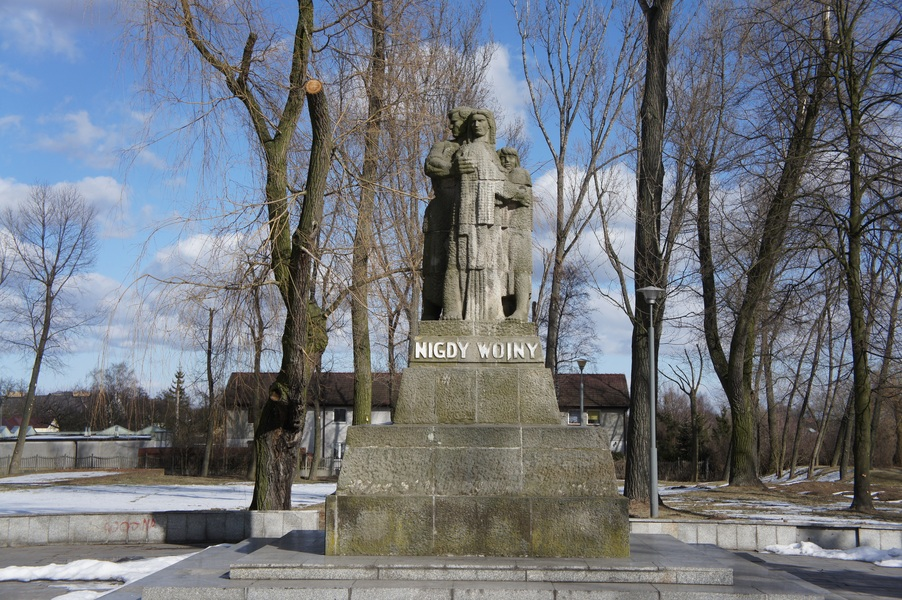
Widok z bliska
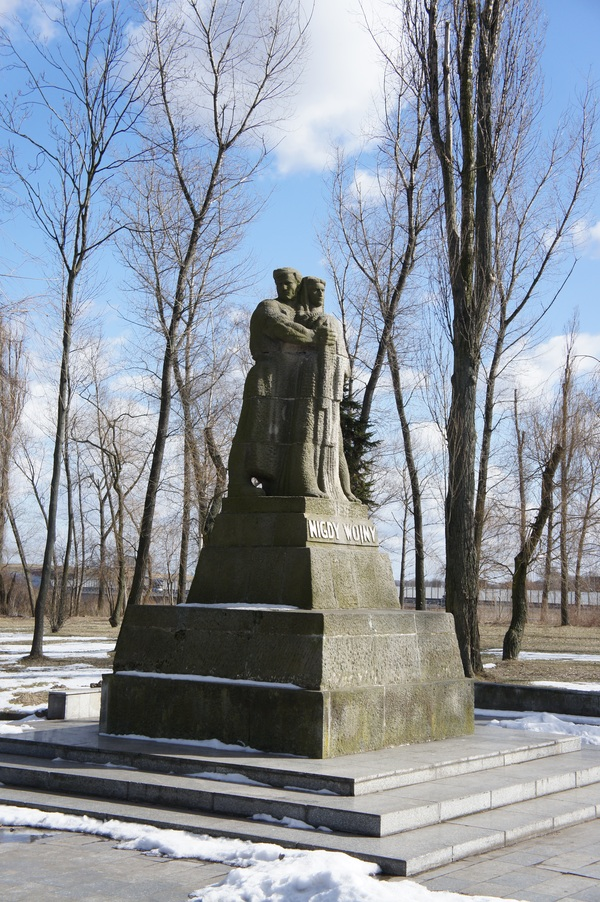
Widok z ukosa
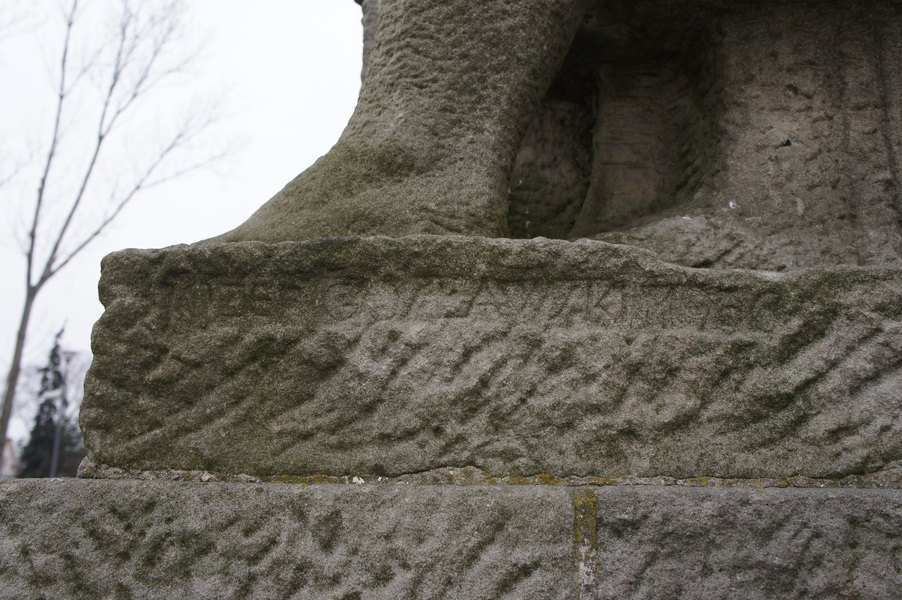
Widoczna sygnatura: JÓZEF GOSŁAWSKI 1956